# Egito nos Jogos Olímpicos de Verão de 2024
Egito participou dos Jogos Olímpicos de Verão de 2024, realizados em Paris, na França. Foi a 21.ª aparição do país nos Jogos Olímpicos de Verão desde a estreia em Estocolmo 1912, sendo representado por 157 atletas que competiram em 25 esportes.
Conquistou três medalhas, uma de cada cor, sendo a de ouro com Ahmed El-Gendy no individual masculino do pentatlo moderno, a de prata com Sara Ahmed na categoria  até 81 kg feminino do halterofilismo e a de bronze com Mohamed El-Sayed na espada individual da esgrima para homens.

## Medalhas
| Atleta           | Esporte          | Evento                      | Medalha |
| ---------------- | ---------------- | --------------------------- | ------- |
| Ahmed El-Gendy   | Pentatlo moderno | Masculino                   | Ouro    |
| Sara Ahmed       | Halterofilismo   | Até 81 kg feminino          | Prata   |
| Mohamed El-Sayed | Esgrima          | Espada individual masculino | Bronze  |

## Competidores
Esta foi a participação por modalidade nesta edição:
| Esporte            | Masculino | Feminino | Total |
| ------------------ | --------- | -------- | ----- |
| Atletismo          | 5         | 1        | 6     |
| Boxe               | 2         | 1        | 3     |
| Canoagem           | 0         | 1        | 1     |
| Ciclismo           | 1         | 1        | 2     |
| Esgrima            | 12        | 9        | 21    |
| Futebol            | 19        | 0        | 19    |
| Ginástica          | 1         | 9        | 10    |
| Halterofilismo     | 2         | 3        | 5     |
| Handebol           | 15        | 0        | 15    |
| Hipismo            | 1         | 0        | 1     |
| Judô               | 2         | 0        | 2     |
| Lutas              | 10        | 1        | 11    |
| Natação            | 1         | 1        | 2     |
| Natação artística  | 0         | 8        | 8     |
| Pentatlo moderno   | 2         | 2        | 4     |
| Remo               | 3         | 0        | 3     |
| Saltos ornamentais | 2         | 2        | 4     |
| Taekwondo          | 2         | 1        | 3     |
| Tênis              | 0         | 1        | 1     |
| Tênis de mesa      | 3         | 3        | 6     |
| Tiro               | 5         | 6        | 11    |
| Tiro com arco      | 1         | 1        | 2     |
| Vela               | 1         | 1        | 2     |
| Voleibol           | 13        | 0        | 13    |
| Voleibol de praia  | 0         | 2        | 2     |
| Total              | 103       | 54       | 157   |